# 2024年日本

## 政府

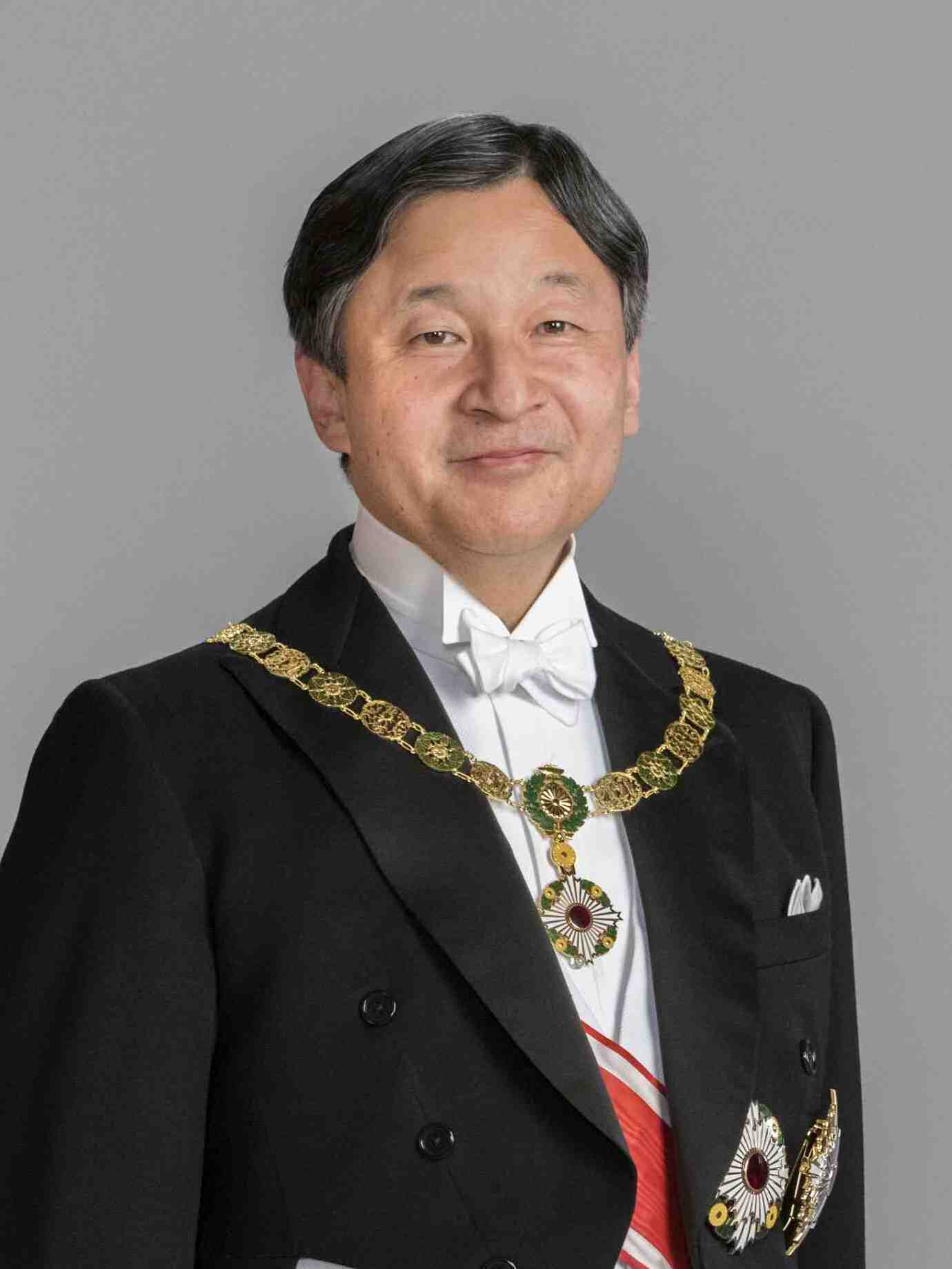
天皇：德仁
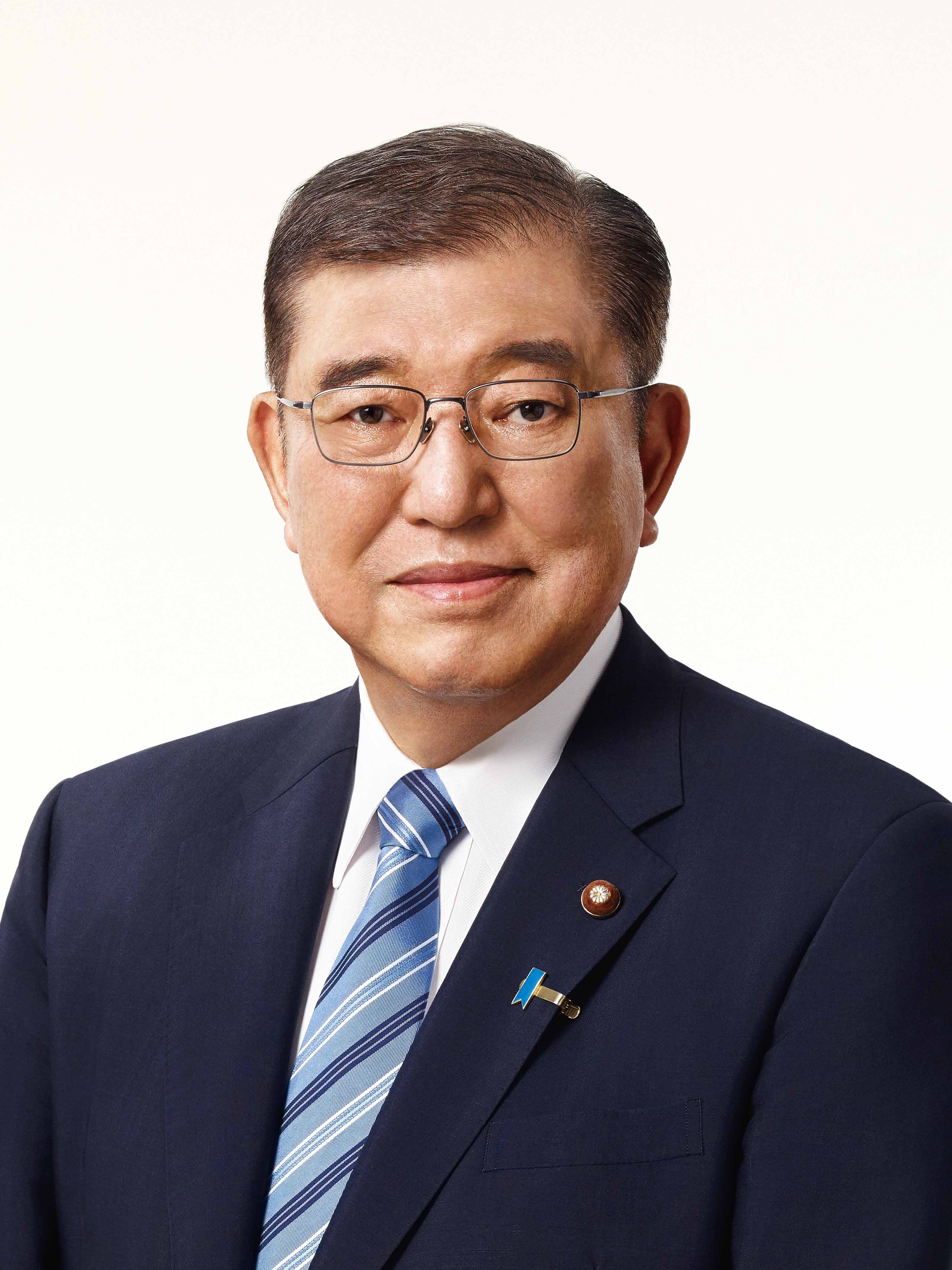
內閣總理大臣：石破茂
副總理：懸空
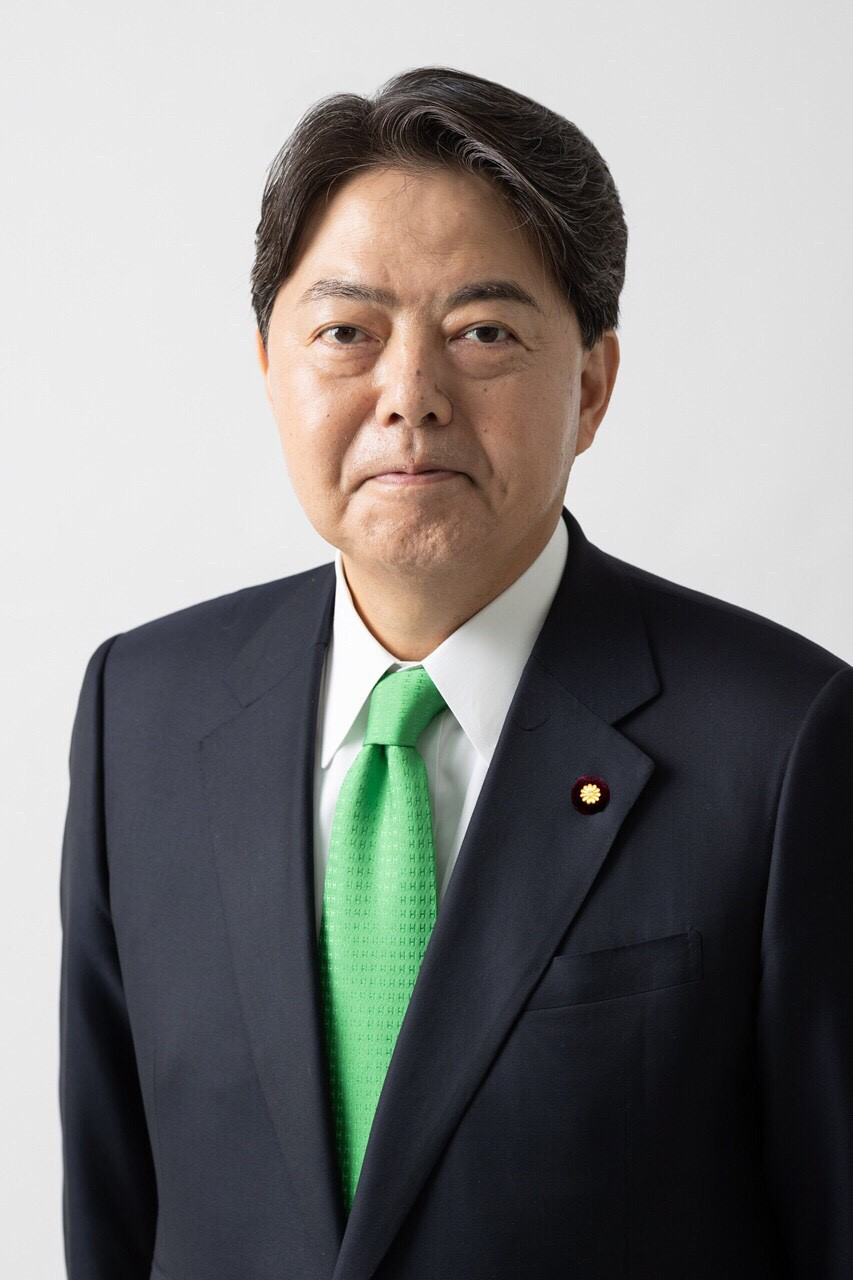
内阁官房长官：林芳正
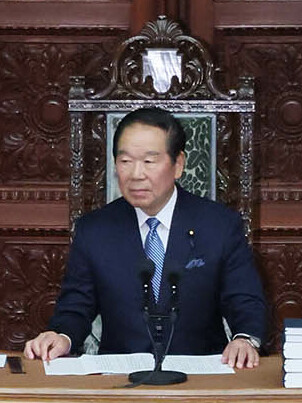
眾議院議長：額賀福志郎
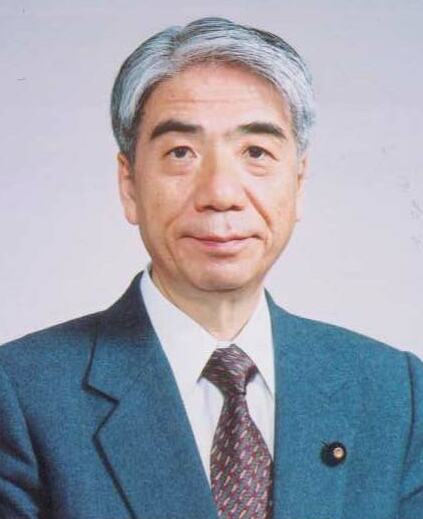
參議院議長：尾辻秀久

### 成員變動

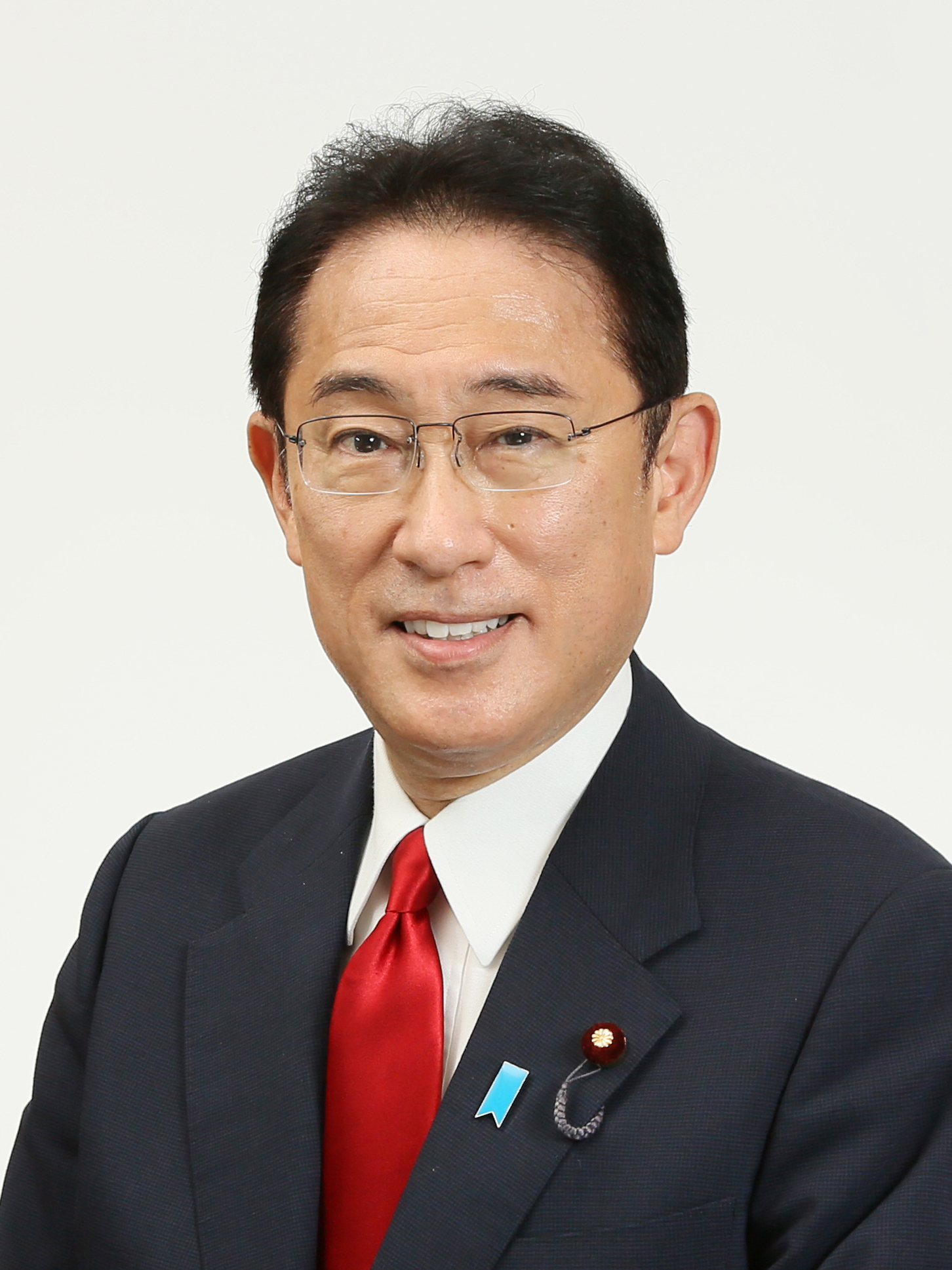
內閣總理大臣：岸田文雄（內閣總辭）

## 大事时序

### 1月
- 1月1日，石川縣能登半岛附近發生7.6級地震，日本氣象廳發布大海嘯警報。[1]
- 1月2日，發生2024年羽田機場跑道撞機事故，日本航空JL516次航班在东京国际机场（羽田機場）落地后滑行时与一架日本海上保安厅DHC-8-Q300型飞机相撞，日航客机上379人全部逃生[2]。
- 1月3日：
  - 福冈县北九州市小倉北區知名商店街「魚町銀天街」下午3點半發生大火，火勢蔓延至附近多幢建築物，在起火兩個多小時後，火勢仍在蔓延。起火點是商店街內「鳥町食堂街」一棟古老建築物。截止當地時間4時多，消防單位持續救火中。消防單位表示，起火點疑似一間餐廳廚房，顧客與員工都逃出，目前未有人員傷亡報告[3]。
  - 東京山手線秋葉原站一輛列車3日晚間發生刺殺攻擊事件，一名女子持刀在電車上對乘客攻擊，導致4人受傷送醫。警方到場後，立刻將女嫌犯壓制並帶回拘留，詳細案情仍待釐清[4]。
- 1月7日，日本自由民主党国会议员池田佳隆（日语：池田佳隆）及其秘书因涉及政治资金派对收入回扣事件（日语：政治資金パーティー収入の裏金問題）被东京地方检察厅特别搜查部逮捕。[5]
- 1月25日，京都動畫縱火案疑犯青葉真司在京都地方法院被判死刑[6]。

### 6月
- 6月8日開始，日本網站Niconico旗下平台遭受網絡攻擊，母公司KADOKAWA的日本官方網頁亦受到攻擊，網頁已維護數日，而KADOKAWA在10日股市下跌7日的4%。

### 8月
- 8月8日，日本宫崎縣日南市近海發生7.1級地震，當局對宮城及四國地區發出海嘯預警。[7]
- 8月26日，一架中華人民共和國運-9偵察機入侵日本領空。
- 8月30日，颱風珊珊登陸日本，災情嚴重。

### 10月
- 10月11日，日本原水爆被害者團體協議會獲得諾貝爾和平獎。

### 11月
- 11月11日，日本自由民主黨總裁石破茂經國會指名選舉後留任內閣總理大臣。[8]
- 11月15日，日本皇室成员三笠宫崇仁亲王妃百合子在东京去世，享年101岁。[9]
- 11月16日，日本北海道函馆线的森站到石谷信号场区间發生货运列车出轨事故，原因或系鐵軌腐蝕，线路到11月19日方才恢复运营。[10][11][12]

### 12月
- 12月14日，福冈县北九州市小仓南区“麦当劳322德力店”发生持刀袭击事件，一名40岁男性持刀捅伤店内的一名男中学生和一名女中学生，女学生送院抢救不治身亡，嫌犯仍在追捕中。[13]